# Resolutie 2325 Veiligheidsraad Verenigde Naties
Resolutie 2325 van de Veiligheidsraad van de Verenigde Naties werd op 15 december 2016 unaniem aangenomen door de VN-Veiligheidsraad. De resolutie riep alle landen op zich harder in te spannen om resolutie 1540 uit te voeren. Deze resolutie droeg de landen in 2004 op maatregelen te nemen om te vermijden dat massavernietigingswapens in handen van terreurgroepen en andere niet-staten zouden vallen.

## Verklaringen
De resolutie ging vooraf aan een debat die dag over het onderwerp. Vicesecretaris-generaal Jan Eliasson noemde het voorkomen dat niet-staten aan massavernietigingswapens kwamen een van de belangrijkste verantwoordelijkheden van de internationale gemeenschap. Groeperingen die niet keken op een mensenleven waren actief op zoek naar dergelijke wapens. Zo had Islamitische Staat reeds chemische wapens gebruikt.
Door de immer evoluerende veiligheidssituatie ontstonden steeds nieuwe gaten in de beveiliging die gedicht moesten worden. Zo rees bezorgdheid over de ongereguleerde opslag van grote hoeveelheden kernsplijtstof, nieuwe eenvoudigere processen om biowapens aan te maken, 3D-printen, drones en de mogelijkheid dat een kerncentrale zou worden gehackt.
De Amerikaanse denktank The Stimson Center werkte al van in het begin samen met het 1540-comité, dat toezag op de uitvoering van resolutie 1540. Voorzitter Brian Finlay zei dat de negenkoppige expertengroep van het comité verdronk in het werk. Hij verwees ook naar een Canadees voorstel om het comité op specifieke vlakken te versterken; maar ook de bevolking kon het comité helpen door samen met hun overheid veiligheidsproblemen op te sporen, zoals in Finland werd gedaan.
James Min van het in zowat alle landen actieve koerierbedrijf DHL zei dat de private en publieke sector moesten samenwerken tegen illegale activiteiten van niet-landen. Hoewel ondernemingen niet aan ordehandhaving moesten beginnen doen, moesten ze wel goede procedures handhaven om te vermijden dat niet-staten hun dienstverlening zouden misbruiken. Zo had zijn bedrijf een globaal controlesysteem geïmplementeerd dat gebruik maakte van lijsten van personen en organisaties waartegen sancties waren uitgevaardigd. Hij stelde ook dat een meer uniforme regulering van exportcontroles wenselijk was voor multinationale bedrijven, aangezien elk land eigen eisen en standaarden stelde.
Een aantal landen, waaronder het Verenigd Koninkrijk, vonden dat de resolutie het 1540-comité meer mogelijkheden had moeten geven om landen aan te zetten resolutie 1540 uit te voeren. Landen als China vonden echter dat opgelet moest worden dat maatregelen geen inbreuk waren op de soevereiniteit van landen.

## Inhoud
De Veiligheidsraad bevestigde dat de verplichtingen die landen waren opgelegd middels resolutie 1540 niet geïnterpreteerd mochten worden op een manier waarbij ze in tegenstelling zouden zijn met het Non-proliferatieverdrag, het Verdrag chemische wapens of het Verdrag biologische wapens, of de verantwoordelijkheden van het Internationaal Atoomenergieagentschap of de Organisatie voor het Verbod op Chemische Wapens zouden wijzigen.
Er was nog steeds een groot risico dat niet-landen – en met name terreurgroepen – kernwapens en chemische en biologische massavernietigingswapens zouden aanschaffen. Landen moesten de productie, gebruik, opslag, vervoer en uitvoer van materialen met betrekking tot nucleaire, chemische en biologische wapens beter controleren. Dergelijke inspanningen mochten internationale samenwerking – in bijvoorbeeld het onderzoek naar kernenergie – echter niet in de weg staan.
In resolutie 1540 was ook gevraagd aan landen om te rapporteren over de maatregelen die ze namen om de resolutie uit te voeren, en een aantal had dit niet gedaan. Andere landen hadden dan weer hulp nodig bij de uitvoering van resolutie 1540. Dit kon ook op regionaal niveau gebeuren, zoals de Organisatie van Amerikaanse Staten had gedaan in het Caribisch gebied. Het 1540-comité en diens expertengroep moesten daarom versterkt worden.
Lijst ·  2260 ·  2261 ·  2262 ·  2263 ·  2264 ·  2265 ·  2266 ·  2267 ·  2268 ·  2269 ·  2270 ·  2271 ·  2272 ·  2273 ·  2274 ·  2275 ·  2276 ·  2277 ·  2278 ·  2279 ·  2280 ·  2281 ·  2282 ·  2283 ·  2284 ·  2285 ·  2286 ·  2287 ·  2288 ·  2289 ·  2290 ·  2291 ·  2292 ·  2293 ·  2294 ·  2295 ·  2296 ·  2297 ·  2298 ·  2299 ·  2300 ·  2301 ·  2302 ·  2303 ·  2304 ·  2305 ·  2306 ·  2307 ·  2308 ·  2309 ·  2310 ·  2311 ·  2312 ·  2313 ·  2314 ·  2315 ·  2316 ·  2317 ·  2318 ·  2319 ·  2320 ·  2321 ·  2322 ·  2323 ·  2324 ·  2325 ·  2326 ·  2327 ·  2328 ·  2329 ·  2330 ·  2331 ·  2332 ·  2333 ·  2334 ·  2335 ·  2336